# Solitaire (James Bond)
Solitaire é uma personagem do livro e do filme Com 007 Viva e Deixe Morrer, criada por Ian Fleming. De personalidade doce e sensitiva, ela trabalha como cartomante para a organização de Mr. Big, o vilão da oitava aventura da franquia cinematográfica de James Bond e a primeira com Roger Moore no papel do espião britânico.

## Características
No livro original de Fleming, Solitaire tem o nome real de Simone Latrelle, haitiana de ascendência francesa, assim chamada pelos nativos do país pela aparente exclusão que faz dos homens em sua vida, sendo considerada virgem.
Dotada de extra-sensibilidade sensorial, capaz de prever o futuro e descobrir se as pessoas falam a verdade, ela foi iniciada na prática do vodu e da cartomancia ainda na infância. Dotada de traços suaves e pele bem alva, descrita no livro como uma das mulheres mais lindas já conhecidas por James Bond, depois de um contato inicial frio e distante ela se apaixona pelo espião e foge com ele de Mr. Big.

## No filme
Solitarie aparece pela primeira vez descrevendo para Mr. Big/Dr.Kananga, através de suas capacidades sensitivas e de cartas de tarô, a viagem que 007 faz ao encontro de seu chefe - de quem é uma virtual prisioneira - inclusive descrevendo-o fisicamente, prevendo que ele trará morte e violência, antes mesmo que Bond chegue à pequena ilha de San Monique, onde o vilão tem seu quartel-general e a mantém sob seu domínio.
Solitaire e Bond encontram-se pela primeira vez após o espião seguir o traficante de heroína até um restaurante. Após um breve encontro com Big/Kananga, Bond pergunta a Solitaire sobre seu futuro. Instigado a retirar uma carta do baralho de tarô, ele a pergunta se a carta, a dos amantes, significa o futuro deles.
Quando Bond e sua aliada Rosie Carver, uma ex-integrante do bando de Big que se passa para o lado de 007, chegam a ilha na caça ao traficante, o vilão pede novamente a Solitaire que diga o futuro nas cartas. Retirando novamente a carta dos amantes do baralho, pela primeira vez ela mente a seu chefe, dizendo que previa a morte de Bond. Quando Mr. Big e seus capangas falham em eliminar Bond - mas matam Rosie - o erro na previsão provoca a ira de Mr.Big, que a ameaça dizendo que assim como sua mãe, também possuidora do dom e que o perdeu - provavelmente ao perder a virgindade, resultante no nascimento de Solitaire -, ela está se tornando inútil pra ele.
Mais tarde, Bond volta clandestinamente à propriedade de Kananga e convencendo Solitaire de que as cartas apontam que o destino deles seja o de amantes, seduz a bond girl que, perdendo a virgindade, perde também seus poderes. Com isso, Bond acredita que ela corre perigo e assim os dois fogem juntos da ilha de Mr. Big/Kananga.
Ao fim do filme, depois de raptada pelos homens de Kananga em Nova Orleans e levada de volta à San Monique, pronta para ser sacrificada numa cermimônia voodoo no interior da ilha, Solitarie é finalmente salva por Bond, que mata Big/Kananga e destrói a plantação de ópio do traficante, com a qual ele pretendia inundar os Estados Unidos de heroína.